# Веселин Марковић
Веселин Марковић (Београд, 1963) је српски књижевник, романсијер, приповедач и есејист.

## Биографија
На Филолошком факултету у Београду је дипломирао Југословенску и општу књижевност, магистрирао на Филозофском факултету у Новом Саду са темом Марсел Пруст у књижевној критици српскохрватског језичког подручја., Докторирао је на Филолошком факултету у Београду  са темом Непоуздани приповедач у делима Владимира Набокова.
Марковић је пише романе, приповетке, есеје, путописе, студије. Дела су му објављивана у Норвешкој, Словенији, Италији, Сједињеним Америчким Државама, Великој Британији, Пољској и Бугарској. Објавио је и већи број есеја, студија, критика, превода са енглеског и новинских текстова.
Живи у Стразбуру са супругом, сином и ћерком.

### Романи
- Израњање (2001) - до сада је објављено седам издања овог дела,
- Ми различити (2010).

### Приповетке
- Шта пропусте они који умру у сну (1992),
- Преимућства круга (2001),
- Прошлост никад не прође (2017),
- Црна једра (2024).

### Студије
- Марсел Пруст и други реалисти (1996),
- Упоредни светови: непоуздани приповедач у делима Владимира Набокова (2011),
- Шарлотино двориште (2022).

### Путописи
- Светлост на води (2015).

## Награде и признања
- Награда „Златни сунцокрет”, за роман Израњање, 2001.[5]
- Награда „Борислав Пекић”, за синопсис романа Ми различити, 2008.[6]
- Награда града Београда „Деспот Стефан Лазаревић”, за роман Ми различити, 2011.[7]
- Награда „Борисав Станковић”[а], за роман Ми различити, 2011.[8]
- Награда „Др Шпиро Матијевић”, за роман Ми различити, 2011.[9]

Роман Ми различити је био у ужем избору за НИН-ову награду за 2010. годину.